# Asedio de las Legaciones Internacionales
El asedio de las Legaciones Internacionales ocurrió en 1900 en Pekín, la capital del Imperio Qing, durante la rebelión de los bóxers. Amenazados por los bóxers, un movimiento campesino anticristiano y antiextranjero, 900 soldados, marineros, infantes de marina y civiles, en gran parte de Europa, Japón y los Estados Unidos, y unos 2800 cristianos chinos se refugiaron en el Barrio de la Legación de Pekín. El gobierno Qing se puso del lado de los bóxers después de que la Alianza de las Ocho Naciones invadiera Tianjin en la batalla de los Fuertes de Taku, sin una declaración formal de guerra. Los extranjeros y cristianos chinos en el Barrio de la Legación sobrevivieron a un asedio de 55 días por parte del Ejército Qing y los Bóxers. El asedio fue roto por una fuerza militar internacional que marchó desde la costa de China, derrotó al ejército Qing y ocupó Pekín. El asedio fue llamado por el New York Sun «el episodio más emocionante jamás conocido por la civilización».

## Barrio de la Legación
El Barrio de la Legación tenía aproximadamente 2 millas (3,2 km) de largo y 1 milla (1,6 km) de ancho. Estaba ubicado en el área de la ciudad designada por el gobierno Qing para legaciones extranjeras. En 1900, había 11 legaciones ubicadas en el barrio, así como una serie de empresas y bancos extranjeros. Las casas y negocios de etnia china también estaban dispersos por el barrio. Las aproximadamente 12 organizaciones misioneras cristianas en Beijing no estaban ubicadas en el Barrio de la Legación, sino que estaban dispersas por la ciudad. En total, había alrededor de 500 ciudadanos de países occidentales y Japón que residían en la ciudad. El extremo norte del barrio de la Legación estaba cerca de la Ciudad Imperial donde residía la emperatriz viuda Cixi. El extremo sur estaba delimitado por el enorme Muro Tártaro que rodeaba toda la ciudad de Beijing. Los extremos este y oeste eran calles principales.

## Aumento de las tensiones
En 1900, las potencias extranjeras habían estado socavando la soberanía china durante más de seis décadas. Después de las derrotas chinas en las guerras del opio y la guerra franco-china, el gobierno Qing se había visto obligado a firmar varios «tratados desiguales» con las potencias occidentales, otorgándoles el derecho al libre comercio en la nación previamente aislacionista junto con la extraterritorialidad para los súbditos de las naciones occidentales. Términos similares fueron obtenidos por los japoneses después de su victoria en la primera guerra sino-japonesa; inflamando los sentimientos antijaponeses en China. Los sentimientos antijaponeses y antioccidentales ayudaron a conducir a la formación de los bóxers, cuyo objetivo declarado era expulsar a los extranjeros y la influencia extranjera (incluido el cristianismo) de China.

### Movimiento de los bóxers
Las autoridades difieren en cuanto al origen de los bóxers, pero se hicieron prominentes en Shantung (Shandong) en 1898 y se extendieron hacia el norte hacia Beijing. Eran un movimiento campesino indígena, relacionado con las sociedades secretas que habían florecido en China durante siglos y que, en ocasiones, habían amenazado a los gobiernos centrales chinos. Los bóxers fueron nombrados, probablemente por el misionero estadounidense Arthur H. Smith, por sus rituales acrobáticos que incluían artes marciales, espadas giratorias, oraciones y conjuros. Los bóxers creían que con el ritual adecuado se volverían invulnerables a las balas occidentales. Las prácticas religiosas y mágicas de los bóxers tenían «como objetivo primordial la provisión de protección y seguridad emocional frente a un futuro (...) eso estaba lleno de peligros y riesgos». Los bóxers no tenían una organización central, pero parecen haber sido organizados a nivel de aldea. Eran anti-extranjeros y anti-misioneros. Su eslogan era «¡Apoya a los Qing! ¡Destruye al extranjero!». Inicialmente temidos como una posible amenaza por el gobierno chino, lentamente ganaron el apoyo de políticos influyentes en Beijing, que vieron a los bóxers como un movimiento que podría usarse para eliminar la influencia extranjera en China.[cita requerida]

### Los bóxers atacan a los cristianos
A principios de 1900, el movimiento bóxer se extendió rápidamente hacia el norte desde Shandong hacia el campo cerca de Beijing. Los bóxers quemaron iglesias cristianas, asesinaron a cristianos chinos e intimidaron a funcionarios chinos que se interpusieron en su camino. Dos misioneros, el protestante William Scott Ament y el obispo católico Favier, informaron a los ministros diplomáticos (embajadores) sobre la creciente amenaza. El ministro estadounidense Edwin H. Conger envió un cable a Washington: «Todo el país está repleto de holgazanes hambrientos, descontentos y desesperados». Solicitando que un buque de guerra sea estacionado en alta mar de Tianjin, el puerto más cercano a Beijing, informó: «La situación se está volviendo grave». El 30 de mayo, los diplomáticos, encabezados por el ministro británico Claude Maxwell MacDonald, solicitaron que los soldados extranjeros vinieran a Beijing para defender a las legaciones y a los ciudadanos de sus países. El gobierno chino accedió a regañadientes, y al día siguiente más de 400 soldados de ocho países desembarcaron de buques de guerra y viajaron en tren a Beijing desde Tianjin. Establecieron perímetros defensivos alrededor de sus respectivas misiones.
El 5 de junio la línea de ferrocarril a Tianjin fue cortada por los bóxers en el campo y Beijing fue aislada. El 11 de junio un diplomático japonés, Sugiyama Akira, fue asesinado por soldados del general Dong Fuxiang y al día siguiente el primer bóxer, vestido con sus mejores galas, fue visto en el Barrio de la Legación. El ministro alemán, Klemens von Ketteler, y los soldados alemanes capturaron a otro bóxer. En respuesta, esa tarde miles de bóxers irrumpieron en la ciudad amurallada de Beijing y quemaron la mayoría de las iglesias y catedrales cristianas de la ciudad, asesinando a muchos cristianos chinos y varios sacerdotes católicos. Los cristianos chinos fueron acusados de colaborar con los extranjeros. Los misioneros estadounidenses y británicos y sus conversos se habían refugiado en la Misión Metodista y un ataque allí fue rechazado por los marines estadounidenses. Soldados de la embajada británica y de las legaciones alemanas dispararon y mataron a varios bóxers.

## Dilema del gobierno chino
A mediados de junio, el gobierno chino todavía estaba indeciso sobre los bóxers. Algunos funcionarios, Ronglu, por ejemplo, aconsejaron a la emperatriz viuda que los boxeadores eran «chusma» que serían fácilmente derrotados por soldados extranjeros. En el otro lado de la cuestión estaban los funcionarios anti-extranjeros que aconsejaron la cooperación con los bóxers. «La Corte parece estar en un dilema», dijo Sir Robert Hart. «Si los bóxers no son reprimidos, las Legaciones amenazan con tomar medidas; si se hace el intento de suprimirlos, esta organización intensamente patriótica se convertirá en un movimiento antidinástico». El evento que empujó irrevocablemente al gobierno chino al lado de los bóxers fue el ataque de buques de guerra extranjeros a los fuertes de Taku el 17 de junio. El ataque se realizó para tratar de mantener las comunicaciones con Tianjin y ayudar a un ejército bajo el mando del almirante Edward Seymour en su intento de marchar a Beijing durante la Expedición Seymour y reforzar las Legaciones.
El 19 de junio, la emperatriz viuda envió una nota diplomática a cada una de las legaciones en Beijing informándoles del ataque a Dagu y ordenando a todos los extranjeros que partieran de Beijing hacia Tianjin dentro de las 24 horas. De lo contrario, dijo la nota, «a China le resultará difícil dar una protección completa». Al recibir la nota, los diplomáticos se reunieron y acordaron que sería suicida abandonar el Barrio de la Legación y viajar a la costa en un campo hostil. A la mañana siguiente, el 20 de junio, el barón von Ketteler, el ministro alemán, propuso abordar el asunto con el Zongli Yamen, el Ministerio de Relaciones Exteriores de China, pero fue asesinado por un oficial manchú, el capitán En Hai del Hushenying, mientras se dirigía a la reunión. Con esto, los Ministros informaron a todos sus ciudadanos en Beijing para que se refugiaran en el Barrio de la Legación. Así comenzó el asedio de 55 días.

## Sitio
Los guardias militares británicos, estadounidenses, franceses, alemanes, japoneses y rusos asumieron la responsabilidad de la defensa de sus respectivas legaciones. Los austriacos e italianos abandonaron sus legaciones aisladas. Los austriacos se unieron a los franceses y los italianos colaboraron con los japoneses. La fuerza japonesa e italiana estableció líneas de defensa en el Fu, una gran mansión y parque donde se alojaban la mayoría de los aproximadamente 2812 cristianos chinos que se refugiaban. Los marines estadounidenses y alemanes mantuvieron posiciones en el Muro Tártaro detrás de sus legaciones. Los 409 guardias tenían el trabajo de defender una línea que serpenteaba a través de 2176 y de (1990 m) de terreno urbano. La gran mayoría de los civiles extranjeros se refugiaron en la Embajada Británica, la más grande y defendible de las Legaciones Internacionales a pesar de la quema de la Universidad de Pekín, que estaba a solo unos metros de distancia de las Legaciones Británicas en un esfuerzo por dañar la propia embajada. Un censo de civiles contó con 473 personas: 245 hombres, 149 mujeres y 79 niños. Unos 150 de los hombres se ofrecieron como voluntarios para participar, en mayor o menor medida, en la defensa. Los civiles incluían al menos 19 nacionalidades, de las cuales británicos y estadounidenses eran los más numerosos. Un gran número de cristianos chinos fueron reclutados para trabajar, especialmente para construir barricadas.
El ministro británico Claude MacDonald fue seleccionado como comandante de la defensa y Herbert G. Squiers, un diplomático estadounidense, se convirtió en su jefe de gabinete. Los guardias de los diferentes países, sin embargo, operaban de manera semiindependiente y MacDonald solo podía sugerir, no ordenar, una acción coordinada. Los guardias no estaban bien armados. Sólo los marines estadounidenses tenían suficiente munición. Los defensores tenían tres ametralladoras. Los italianos tenían un pequeño cañón. Se encontró un viejo cañón y municiones en el Barrio de la Legación y a partir de él se construyó una pieza de artillería útil que los estadounidenses llamaron «Betsy» y otros llamaron «la Internacional».
Los extranjeros saquearon el Barrio de la Legación en busca de alimentos y otros suministros. Los alimentos y el agua eran adecuados, aunque los extranjeros sin reservas privadas de alimentos subsistían con una dieta constante de carne de caballo y arroz mohoso. Sin embargo, los cristianos chinos, especialmente los católicos, lo pasaron mucho más mal y al final del asedio se estaban muriendo de hambre. Los misioneros protestantes cuidaron de sus conversos, pero los católicos chinos fueron descuidados en su mayoría. Los suministros médicos eran escasos, pero un número considerable de médicos y enfermeras, en su mayoría misioneros, estaban presentes.
Los misioneros estadounidenses se hicieron cargo de la gestión de la mayoría de las necesidades para la vida en el Barrio de la Legación, incluidos los alimentos, el agua, el saneamiento y la salud. El nombramiento más importante de MacDonald fue el misionero metodista Frank Gamewell como jefe del Comité de Fortificaciones. Gamewell y su equipo de «luchadores parsons» fueron universalmente aclamados por sus trabajos defensivos en torno a la Legación Británica.
A unas tres millas de distancia del Barrio de la Legación, un asedio similar tuvo lugar en la Catedral de Beitang o al norte de la iglesia católica. 33 sacerdotes y monjas, 43 soldados franceses e italianos y más de 3000 cristianos chinos detuvieron al ejército chino y a los bóxers. No hubo comunicación durante el asedio entre el Beitang y el Barrio de la Legación.[cita requerida] Además de los bóxers, la catedral también fue atacada por Metropolitan Banner Manchúes. Los estandartes manchúes del príncipe manchú Zaiyi en el Cuerpo Divino y tigre lideraron ataques contra la iglesia catedral católica. El oficial manchú Qixiu (en chino: 啟秀) también dirigió ataques contra la catedral.

## Ataques y resolución china
Durante varios días después del 20 de junio, el comienzo oficial del asedio, ni los extranjeros dentro del Barrio de la Legación ni los soldados chinos fuera de él tenían un plan coherente para la defensa o el ataque. El número de soldados chinos que rodean las legaciones es incierto, pero ciertamente se cuenta por miles. En el oeste estaban los soldados musulmanes Gansu de Dong Fuxiang y en el este estaban unidades del Ejército de Campo de Pekín. El comandante general de las fuerzas chinas era Ronglu, que era anti-bóxer y desaprobaba el asedio. La política china se equivocó entre la beligerancia y la conciliación durante el asedio de 55 días. Varios intentos de Ronglu de efectuar un alto el fuego fracasaron debido a sospechas y malentendidos en ambos lados.
Los chinos primero intentaron masacrar a los extranjeros en el Barrio de la Legación mediante el uso de fuego. Durante varios días, al comienzo del asedio, prendieron fuego a los edificios alrededor de la legación británica. El 23 de junio, la mayoría de los edificios de la Academia Hanlin, la biblioteca nacional de China, y sus libros, muchos insustituibles, se quemaron. Ambas partes culparon a la otra por su destrucción. El ejército chino luego dirigió su atención al Fu, el refugio para la mayoría de los cristianos chinos, y el dominio del teniente coronel Goro Shiba, el oficial militar más admirado en el asedio. Shiba, con su pequeño grupo de soldados japoneses, montó una hábil defensa contra los chinos que avanzaron detrás de muros construidos cada vez más cerca de los japoneses, amenazando gradualmente con rodearlos en un agarre similar al de una visera. Los soldados británicos a menudo eran detallados para reforzar a los japoneses durante los ataques y todos admiraban el trabajo de Shiba. Los combates más desesperados tuvieron lugar cerca de la Legación francesa, donde 78 franceses y austriacos y 17 voluntarios estaban bajo asalto en un enrevesado terreno urbano, en el que las líneas del frente estaban a solo 50 pies (15 m) entre sí. Los franceses también temían que los zapadores chinos estuvieran cavando túneles en busca de minas debajo de sus posiciones.
Los alemanes y los estadounidenses ocuparon quizás la más crucial de todas las posiciones defensivas: el Muro Tártaro. Sostener la parte superior del muro de 45 pies (14 m) de alto y 40 pies (12 m) de ancho fue vital. Si cayera en manos de los chinos, tendrían un campo de fuego sin obstáculos en el Barrio de la Legación. Las barricadas alemanas miraban hacia el este en la parte superior de la muralla y 400 yd (370 m) al oeste eran las posiciones estadounidenses orientadas al oeste. Los chinos avanzaron hacia ambas posiciones construyendo barricadas cada vez más cerca. Era una existencia claustrofóbica para los soldados en la pared. «Todos los hombres sienten que están en una trampa», dijo el comandante estadounidense, el capitán John T. Myers, «y simplemente esperan la hora de la ejecución». A los avances diarios de los chinos se sumaron las serenatas nocturnas de fuego de rifle y artillería y petardos diseñados para mantener a los extranjeros despiertos y alertas. «Del 20 de junio al 17 de julio tuvimos ataques nocturnos», dijo una misionera. El ministro estadounidense Conger dijo «que algunos de ellos, por disparos furiosos, excedieron todo lo que experimentó en la guerra civil estadounidense». Los guardias de la Legación, presionados, vieron disminuir su número diariamente con bajas.
Los chinos estaban divididos sobre la persecución del asedio. La facción anti-bóxer, encabezada por Rong Lu, y la facción anti-extranjera, encabezada por el Príncipe Duan, se pelearon en la corte china. Cixi, la emperatriz viuda, vaciló entre los dos. Ella declaró una tregua para las negociaciones el 25 de junio, pero duró solo unas pocas horas. Declaró un alto el fuego el 17 de julio que duró la mayor parte del resto del asedio. Como señal de buena voluntad, envió alimentos y suministros a los extranjeros. Los desacuerdos entre los chinos ocasionalmente resultaron en altercados y violencia entre bóxers y soldados y entre diferentes unidades del ejército imperial.

## Lucha en el muro
La amenaza más crítica para la supervivencia de los extranjeros llegó a principios de julio. El 30 de junio los chinos obligaron a los alemanes a abandonar el Muro del Tártaro, dejando a los marines estadounidenses solos en su defensa. Al mismo tiempo, una barricada china avanzó a pocos metros de las posiciones estadounidenses y quedó claro que los estadounidenses tenían que abandonar el muro u obligar a los chinos a retirarse. A las 2:00 a. m. del 3 de julio, los extranjeros lanzaron un asalto contra la barricada china en la pared con 26 británicos, 15 rusos y 15 estadounidenses bajo el mando del capitán estadounidense John T. Myers. Como era de esperar, el ataque pilló a los chinos durmiendo; unos 20 de ellos fueron asesinados y los sobrevivientes expulsados de las barricadas. Dos marines estadounidenses murieron y el capitán Myers resultó herido y pasó el resto del asedio en el hospital. La captura de las posiciones chinas en el Muro fue aclamada como el «pivote de nuestro destino» por uno de los sitiados. Los chinos no intentaron recuperar o avanzar sus posiciones en el Muro Tártaro durante el resto del asedio.

## Clímax y tregua
Sir Claude MacDonald dijo que el 13 de julio fue el "día más acosador" del asedio. Los japoneses e italianos en el Fu fueron conducidos de regreso a su última línea de defensa. Mientras el Fu estaba bajo un fuerte ataque, los chinos detonaron una mina debajo de la Legación francesa, destruyendo la mayor parte de ella, matando a dos soldados y expulsando a los franceses y austriacos de la mayor parte de la Legación francesa. Frank Gamewell comenzó a cavar refugios a prueba de bombas como último refugio para los sitiados. El final parecía cercano.
Al día siguiente, sin embargo, se recibió un mensaje conciliador de los chinos, que aumentó las esperanzas, que se desvaneció nuevamente el 16 de julio cuando el oficial británico más capaz fue asesinado y el periodista George Ernest Morrison resultó herido. Sin embargo, el ministro estadounidense Conger mantuvo una comunicación con el gobierno chino y el 17 de julio los disparos se apagaron en ambos lados y comenzó un armisticio.

## Relieve de las Legaciones
El 28 de julio los extranjeros en el Barrio de la Legación recibieron su primer mensaje del mundo exterior en más de un mes. Un niño chino, estudiante del misionero William Scott Ament, se coló en el Barrio de la Legación con la noticia de que un ejército de rescate de la Alianza de las Ocho Naciones estaba en Tianjin a 100 millas (160 km) de distancia y avanzaría pronto a Pekín. La noticia no fue tranquilizadora, ya que los sitiados esperaban antes el rescate. El gobierno chino también transmitió consultas sobre el bienestar de los sitiados de sus gobiernos. Un soldado británico sugirió que una respuesta apropiada sería: «Aún no ha sido masacrado».
Después de muchos días relativamente tranquilos, la noche del 13 de agosto, con el ejército de rescate a solo 5 millas (8 km) fuera de las puertas de Pekín, puede haber sido la más difícil del asedio. Los chinos rompieron la tregua con un bombardeo de artillería de la Legación británica y fuego pesado en el Fu. Sin embargo, los chinos se limitaron a disparar desde la distancia en lugar de montar un asalto hasta que, a las 2:00 a. m. del 14 de agosto, los defensores escucharon desde el este el sonido de una ametralladora, una señal de que el ejército de rescate estaba en camino. A las 5:00 a. m. llegó el sonido de la artillería fuera de los muros de Pekín.
Cinco contingentes nacionales avanzaron sobre los muros de Pekín el 14 de agosto: británicos, estadounidenses, japoneses, rusos y franceses. Cada uno tenía una puerta del Muro como su objetivo. Los japoneses y los rusos fueron retrasados en sus puertas por la resistencia china. El pequeño contingente francés se perdió. Los estadounidenses escalaron las murallas en lugar de intentar abrirse paso a través de una puerta fortificada. Sin embargo, fueron los británicos quienes ganaron la carrera para aliviar el asedio de las legaciones. Entraron en la ciudad a través de una puerta sin vigilancia y procedieron prácticamente sin oposición. A las 3:00 p. m. los británicos pasaron a través de una zanja de drenaje, la «puerta de agua», debajo del Muro Tártaro. Los soldados sikh y rajput de la India y sus oficiales británicos tuvieron el honor de ser los primeros en ingresar al Barrio de la Legación. Los ejércitos chinos que rodeaban el cuarto de la legación se derritieron. Poco tiempo después, el comandante británico, el general Alfred Gaselee, entró y fue recibido por Sir Claude MacDonald vestido con «inmaculadas franelas de tenis» y una multitud de damas que vitoreaban con vestidos de fiesta. Las tropas estadounidenses, bajo el mando del general Adna Chaffee, llegaron a las 5:00 p. m.. El general musulmán al mando, Ma Fulu, y cuatro primos suyos murieron en acción contra las fuerzas extranjeras. Después de que terminó la batalla, las fuerzas musulmanas chinas protegieron a la emperatriz viuda Cixi cuando huyó a Xi'an con toda la Corte Imperial; el general Ma Fuxiang ayudó a proteger Cixi.

## Víctimas
Los extranjeros estaban unidos para declarar la naturaleza milagrosa de su supervivencia. «Busco en vano alguna razón militar para el fracaso de los chinos para exterminar a los extranjeros», dijo un oficial militar estadounidense. El misionero Arthur Smith resumió el desempeño militar chino. «En innumerables ocasiones, si hubieran estado listos para hacer un sacrificio de unos pocos cientos de vidas, podrían haber extinguido la defensa [del Barrio de la Legación] en una hora». Sin embargo, el equívoco por parte de los chinos de usar sus activos militares decisivamente contra el Barrio de la Legación no niega el hecho de que los soldados de ambos lados lucharon y murieron en grandes cantidades. Los soldados extranjeros que defendían el Barrio de la Legación sufrieron grandes bajas. De los 409 soldados, 55 murieron y 135 resultaron heridos, una tasa de bajas del 46,5%. Además, 13 civiles murieron y 24 resultaron heridos, en su mayoría hombres que participaron en la defensa.
Una pequeña fuerza japonesa de un oficial y 24 marineros comandados por el coronel Shiba se distinguió defendiendo a los Fu y a los cristianos chinos allí. Sufrió más del 100% de bajas. Esto fue posible porque muchas de las tropas japonesas fueron heridas, entraron en las listas de bajas, luego regresaron a la línea de batalla solo para ser heridos una vez más y nuevamente ingresaron en las listas de bajas. La fuerza francesa de 57 hombres también sufrió más del 100% de bajas.
No se conocen las bajas militares chinas, ni se registraron muertes entre los cristianos chinos en el Barrio de la Legación.[cita requerida]

## Propaganda
Durante el asedio, Sheng Xuanhuai y otros funcionarios provinciales sugirieron que la corte Qing le diera a Li Hongzhang pleno poder diplomático para negociar con potencias extranjeras. Li Hongzhang telegrafió a Sheng Xuanhuai el 25 de junio, describiendo la declaración de guerra como un "edicto falso" (luanming). Más tarde, la "Protección Mutua del Sureste" fue alcanzada por los funcionarios provinciales como un consenso para no seguir la declaración de guerra de la emperatriz Cixi. Li Hongzhang también se negó totalmente a escuchar las órdenes del gobierno de más tropas cuando se necesitaban para luchar contra los extranjeros, que tenía disponibles, descarrilando el esfuerzo de guerra chino.
Li Hongzhang utilizó el asedio como arma política contra sus rivales en Pekín, ya que controlaba el servicio telegráfico chino; exageró y mintió, afirmando que las fuerzas chinas cometieron atrocidades y asesinatos contra los extranjeros y los exterminaron a todos. Esta información fue enviada al mundo occidental. Su objetivo era enfurecer a los europeos contra las fuerzas chinas en Beijing, y logró difundir cantidades masivas de información falsa a Occidente. Esta información falsa difundida por Li jugó un papel en las atrocidades masivas que los extranjeros cometieron más tarde contra los chinos en Beijing. Por negarse a obedecer las órdenes del gobierno chino y no enviar sus propias tropas para ayudar al ejército chino durante la rebelión de los bóxers, Li Hongzhang fue elogiado por los occidentales.

## Consecuencias
La emperatriz viuda y su corte huyeron de Beijing el 15 de agosto. Permaneció en el exilio en la provincia de Shanxi hasta 1902, cuando los ejércitos extranjeros que ocupaban Pekín le permitieron volver a ocupar el trono. Para China, la rebelión de los bóxers fue un desastre, pero resultó, irónicamente, tan bien como se podía esperar. China permaneció unida como un solo país, mientras que antes de la rebelión de los bóxers parecía probable que fuera dividida por las potencias coloniales. El gobierno chino apoyó a los bóxers, que de otro modo podrían haberse vuelto anti-Qing y aceleraron la extinción de la dinastía, pero no tuvo éxito en matar a los extranjeros en las Legaciones. Si los chinos hubieran tenido éxito, la retribución de las naciones occidentales y Japón podría haber sido más severa. Más tarde, Ronglu se atribuyó el mérito de salvar a los sitiados: «Pude evitar la desgracia culminante que habría resultado del asesinato de los Ministros de Relaciones Exteriores». Ronglu estaba siendo falso, ya que sus fuerzas estuvieron muy cerca de romper la capacidad de los sitiados para resistir.
El movimiento bóxer se desintegró durante el asedio. Algunos bóxers se incorporaron al ejército pero, probablemente, la mayoría regresó a sus hogares en el campo, donde se convirtieron en objetivos de expediciones punitivas de las fuerzas militares extranjeras que ocupaban Beijing después del asedio.
La ocupación militar de Beijing y gran parte del norte de China se convirtió en una orgía de saqueos y violencia en la que participaron soldados, diplomáticos, misioneros y periodistas extranjeros. Los informes sobre el comportamiento de los extranjeros en Beijing causaron críticas generalizadas en los países occidentales, incluso de Mark Twain. Si bien el rescate de los extranjeros sitiados en el Barrio de la Legación fue visto como una prueba de la superioridad de la civilización occidental, las sórdidas consecuencias del asedio pueden haber contribuido a que muchas personas en los Estados Unidos y Europa revalúen la moralidad de imponer la cultura y la religión occidentales a los chinos.